# Peter Suschitzky
Peter Suschitzky (Londres, 25 de julho de 1941) é um fotógrafo e diretor de fotografia britânico.